# Chimamanda Ngozi Adichie
Chimamanda Ngozi Adichie, nigerijska pisateljica, * 15. september, 1977, Enugu, Nigerija.
Chimamanda Ngozi Adichie se je rodila v Nigeriji leta 1977. Pri devetnajstih se je preselila v Združene države Amerike, kjer je magistrirala iz kreativnega pisanja na Univerza Johnsa Hopkinsa in kasneje še iz afriške književnosti na univerzi Yale.
Svoj prvi roman, Purple Hibiscus (Škrlatni hibiskus), je objavila leta 2003 in požela odlične kritike. Leta 2007 je za Polovico rumenega sonca kot najmlajša in prva afriška pisateljica prejela prestižno britansko književno nagrado Orange.

## Nagrade
- BBC Short Story Competition 2002
- O. Henry Prize 2003
- David T. Wong International Short Story Prize 2002/2003 (PEN Center Award)
- Hurston/Wright Legacy Award 2004 (Best Debut Fiction Category), Purple Hibiscus
- Commonwealth Writers' Prize 2005: Best First Book (Africa), Purple Hibiscus
- Commonwealth Writers' Prize 2005: Best First Book (overall), Purple Hibiscus
- Anisfield-Wolf Book Awards 2007 (Fiction category), Polovica rumenega sonca
- PEN 'Beyond Margins' Award 2007, Polovica rumenega sonca
- Orange Broadband Prize for Fiction 2007, Polovica rumenega sonca
- 2008 Future... Award (Young Person of the Year category)